# Franz Burchard Dörbeck

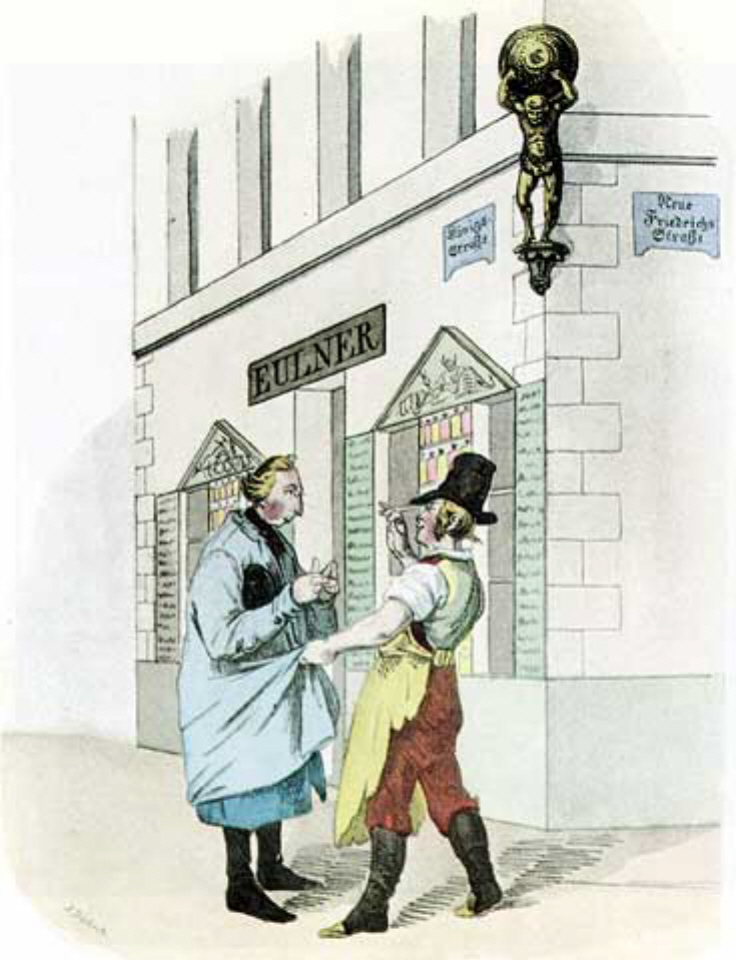
Berliner Karikatur von Dörbeck. Originale Bildunterschrift: Gespräch vor der Kneipe. Ick will Dir sagen, lieber Bruder, ick drinke eigentlich nie kenen nich, un des is och mein erster Grund, zwetens drinke ick heute nu jar kenen nich, weil meine Mutter jestorben is, un drittens habe ick erst eben in de joldene Kugel enen jedrunken.

Franz Burchard Dörbeck (* 10. Februarjul. / 21. Februar 1799greg. in Fellin; † 20. Septemberjul. / 2. Oktober 1835greg. ebenda) war ein deutschbaltischer Karikaturist und Maler.

## Leben und Werdegang
Franz Burchard Dörbecks Eltern waren Friedrich Burchard Dörbeck und Helena Dorothea Rakosnick. 1816 absolvierte Dörbeck in Sankt Petersburg eine Lehre als Graveur beim Kupferstecher Fritz Neyer und trat anschließend in den russischen Staatsdienst ein. Nach dem frühen Tod seiner ersten Ehefrau zog er nach Riga, wo er ab 1820 als Porträtzeichner tätig war und erneut heiratete.
1823 ließ Dörbeck sich in Berlin nieder. Gefördert durch Georg Christian Gropius betätigte er sich als Porträtstecher und als Buchillustrator. Bekanntheit erlangte er durch seine Serien von Lithografien, in denen er vor allem Berliner Szenarien humoristisch darstellte. Zu diesen Serien zählten unter anderem Berliner Redensarten, Berliner Witze und Anekdoten sowie Eckensteher Nante.
Den Lebensabend verbrachte Dörbeck in seiner Heimatstadt Fellin. 1960 wurde der Dörbeckweg in Berlin-Spandau nach ihm benannt.